# Beata Schimscheiner

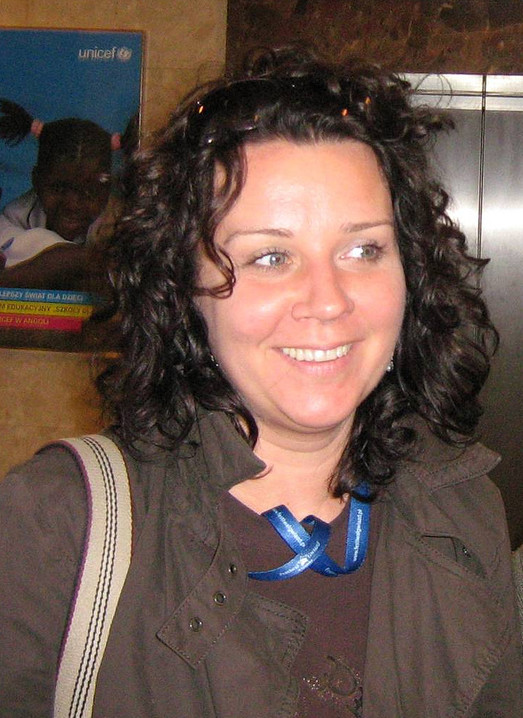
Beata Schimscheiner im Jahre 2007

Beata Schimscheiner (* 13. September 1966 in Siemianowice Śląskie, Polen) ist eine polnische Schauspielerin.

## Leben
Beata Schimscheiner wurde 1966 in Siemianowice Śląskie im Süden Polens geboren. Sie absolvierte die Ludwik-Solski-Akademie für darstellende Kunst (PWST) in Krakau und erlangte dort 1990 ihren Abschluss. Sie spielt am Volkstheater im Krakauer Stadtteil Nowa Huta. Im Fernsehen ist Beata Schimscheiner vor allem in Serien zu sehen. Für ihre Rolle in dem Film Anioł w Krakowie wurde sie beim Polnischen Filmpreis als Beste Nebendarstellerin nominiert.
Beata Schimscheiner ist mit Tomasz Schimscheiner (* 1967) verheiratet und hat mit ihm zwei Kinder.

## Filmografie (Auswahl)
- 2000: Das große Tier (Duze zwierze)
- 2002: Anioł w Krakowie
- 2010: Mistyfikacja
- 2018–2023: Lesniczówka
- 2019–2020: Zakochani po uszy
- 2023: Swaci